# Skogstrollet Rölli (TV-serie)
Skogstrollet Rölli (finska: Rölli) är en finsk barn-tv-serie producerad mellan 1986 och 2001, som handlar om Röllitrollet spelad av Allu Tuppurainen. Serien har visats flera gånger i samband med Yle TV2:s Lilla tvåan. Alla seriens avsnitt förutom Rölli ja pahan valtakunta har släppts på DVD. Serien är till största delen inspelad i Luopiois Vohlisaari, som numera ligger i Pälkäne kommun.
Allu Tuppurainen framför också seriens titelmelodi ("Tässä tulee hirmuinen Rölli..."), förutom i den femte säsongen, där endast outrot spelas i början och slutet av avsnitten.

## Rollista
- Allu Tuppurainen – Rölli, Mycket snäll alv, Rölli-Riitasointu, Grodor, Menninkäinen, borgmästaren
- Eija-Irmeli Lahti – Tiina-tomte
- Stina Engström – Dimskogens mö
- Tapio Aarre-Ahtio – Jultomten
- Elina Brandar, Maiju Kopra, Tiia Maasalmi, Toni Mensonen, Niina Nurmi, Sanna-Kaisa Nurminen, Laura Oksanen, Anna Riihimäki, Laura Salminen, Niina Ruponen, Matias Siltanen och Hanna Suoniemi – De underjordiska
- Jussi Lampi – gammel-Rölli
- Janne Aronen, Samuli Honkanen, Mika Mattila, Joni Sotkasiira och Juho Toivari – Människobarn
- Terhi Jutila, Laura Oksanen, Laura Salminen och Emmi Suhonen – Alver
- Mari Turunen – Den snälla älvan
- Mauri Kuosmanen – Skogens ande
- Ola Tuominen – Ångans ande
- Anne Niilola – Rölli Tär

## Säsonger

### Säsong 1 (1986)
| Nr | Svensk titel                     | Finsk titel                               | Premiär           |
| -- | -------------------------------- | ----------------------------------------- | ----------------- |
| 1  | Rölli och Robot Ruttunen         | Rölli ja Robotti Ruttunen                 | 3 september 1986  |
| 2  | Rölli och den förtrollade grodan | Rölli ja lumottu sammakko                 | 10 september 1986 |
| 3  | Rölli och häxberget              | Rölli ja noitien vuori                    | 17 september 1986 |
| 4  | Rölli och hemskhetstävlingen     | Rölli ja kauheuskilpailu                  | 24 september 1986 |
| 5  | Ante och Suhonen                 | Rölli ja Elefantti-Antti ja Siili Suhonen | 1 oktober 1986    |
| 6  | Rölli och månraketen             | Rölli ja kuuraketti                       | 8 oktober 1986    |
| 7  | Rölli och sången Häläpäti        | Rölli ja häläpäti-laulu                   | 15 oktober 1986   |
| 8  | Rölli och ett fågelbo            | Rölli ja linnunpesä                       | 22 oktober 1986   |
| 9  | Rölli och spökeriet              | Rölli ja kummittelu                       | 29 oktober 1986   |
| 10 | Rölli och vingar                 | Rölli ja siivet                           | 5 november 1986   |

### Säsong 2 (1987)
| Nr | Svensk titel                           | Finsk titel                       | Premiär           |
| -- | -------------------------------------- | --------------------------------- | ----------------- |
| 1  | Rölli och de märkliga prickarnas klubb | Rölli ja omituisten otusten kerho | 3 september 1987  |
| 2  | Rölli och sista dinosaurien            | Rölli ja viimeinen dinosaurus     | 10 september 1987 |
| 3  | Rölli och matematik                    | Rölli ja matematiikka             | 17 september 1987 |
| 4  | Rölli och nedskräpare                  | Rölli ja roskienheittäjät         | 24 september 1987 |
| 5  | Rölli och ett farligt liv              | Rölli ja vaarallista elämää       | 1 oktober 1987    |
| 6  | Rölli gymnastiserar                    | Rölli voimistelee                 | 8 oktober 1987    |
| 7  | Rölli och ett sagoland                 | Rölli ja satumaa                  | 15 oktober 1987   |
| 8  | Rölli och Molnets herre                | Rölli ja pilvenherra              | 22 oktober 1987   |
| 9  | Rölli och masken Max                   | Rölli ja Mauno-mato               | 29 oktober 1987   |
| 10 | Rölli och julen                        | Rölli ja joulu                    | 24 december 1987  |

### Säsong 3 (1989-1990)
| Nr | Svensk titel                      | Finsk titel                      | Premiär          |
| -- | --------------------------------- | -------------------------------- | ---------------- |
| 1  | Rölli och tomten Tina             | Rölli ja Tiina-tonttu            | 26 oktober 1989  |
| 2  | Rölli och tvättdagen              | Rölli ja pyykkipäivä             | 2 november 1989  |
| 3  | Rölli och ett fantasimonster      | Rölli ja mielikuvitusmörkö       | 9 november 1989  |
| 4  | Rölli och Dimskogens mö           | Rölli ja Usvametsän neito        | 16 november 1989 |
| 5  | Rölli och den mycket goda anden 1 | Rölli ja erittäin hyvä haltija 1 | 23 november 1989 |
| 6  | Rölli och den mycket goda anden 2 | Rölli ja erittäin hyvä haltija 2 | 30 november 1989 |
|    | Röllis juläventyr                 | Röllin jouluseikkailu            | 22 december 1989 |
| 7  | Rölli och zoot                    | Rölli ja eläintarha              | 28 december 1989 |
| 8  | Rölli och Tinas saga              | Rölli ja Tiinan satu             | 4 januari 1990   |
| 9  | Rölli och den hjälpande telefonen | Rölli ja auttava puhelin         | 11 januari 1990  |
| 10 | Rölli och den levande vintern     | Rölli ja elävä talvi             | 18 januari 1990  |

### Säsong 4 (1993)
| Nr | Svensk titel                           | Finsk titel                         | Premiär       |
| -- | -------------------------------------- | ----------------------------------- | ------------- |
| 1  | Rölli och ett underjordiskt folk       | Rölli ja maanalainen kansa          | 29 mars 1993  |
| 2  | Rölli och Robot Ruttunens kortslutning | Rölli ja Robotti Ruttusen oikosulku | 5 april 1993  |
| 3  | Rölli i de lycksaligas kö              | Rölli onnellisten jonossa           | 12 april 1993 |
| 4  | -                                      | Rölli ja pahan valtakunta           | 19 april 1993 |
| 5  | Rölli och Lothar                       | Rölli ja Lothar                     | 26 april 1993 |
| 6  | Rölli och sandlådans skräck            | Rölli ja hiekkalaatikon kauhu       | 3 maj 1993    |
| 7  | Rölli och Riitasointu                  | Rölli ja Riitasointu                | 10 maj 1993   |
| 8  | Rölli och grodornas kör                | Rölli ja sammakoiden kuoro          | 17 maj 1993   |
| 9  | Rölli orienterar                       | Rölli suunnistaa                    | 24 maj 1993   |
| 10 | Rölli och vårsång                      | Rölli ja kevätlaulu                 | 4 juni 1993   |

### Säsong 5 (1997)
| Nr | Svensk titel                 | Finsk titel                   | Premiär       |
| -- | ---------------------------- | ----------------------------- | ------------- |
| 1  | Riitasointus kärlek          | Rölli ja Riitasoinnun rakkaus | 10 mars 1997  |
| 2  | Rölli flyttar                | Rölli muuttaa                 | 17 mars 1997  |
| 3  | Elvis                        | Elvistelyä                    | 24 mars 1997  |
| 4  | Är det slut på sagor         | Loppuuko satu                 | 31 mars 1997  |
| 5  | Rölli i rädslornas rike      | Rölli pelkojen maassa         | 7 april 1997  |
| 6  | Rölli och den sjunkna staden | Rölli ja vajonnut kaupunki    | 14 april 1997 |
| 7  | På jakt efter sanningen      | Rölli totuutta etsimässä      | 21 april 1997 |
| 8  | Livets mening                | Elämän tarkoitus              | 28 april 1997 |

### Säsong 6 (2001)
| Nr | Svensk titel                 | Finsk titel                 | Premiär          |
| -- | ---------------------------- | --------------------------- | ---------------- |
| 1  | Rölli funderar               | Rölli mietiskelee           | 1 januari 2001   |
| 2  | Rölli krigar                 | Rölli sotii                 | 8 januari 2001   |
| 3  | Rölli och fasornas hus       | Kauhujen talo               | 15 januari 2001  |
| 4  | En flickrölli                | Tyttörölli                  | 22 januari 2001  |
| 5  | Rölli och vänskapens värnare | Rölli ja ystävyyden vartija | 29 januari 2001  |
| 6  | Julens klockor               | Joulun kellot               | 22 december 2001 |
| 7  | Världens längsta pulkbacke   | Maailman suurin pulkkamäki  | 23 december 2001 |